# Psychoza 4.48
Psychoza 4.48 (oryg. 4.48 Psychosis) - sztuka teatralna autorstwa brytyjskiej pisarki, Sary Kane. Było to jej ostatnie dzieło. "Psychozę 4.48" po raz pierwszy wystawiono 23 czerwca 2000 roku na deskach Royal Court Theatre. Premiera miała miejsce blisko półtora roku po samobójczej śmierci Kane, która powiesiła się w łazience londyńskiego King's College Hospital 20 lutego 1999. Sztuka nie posiada wyszczególnionych postaci, didaskaliów, ani wskazówek scenicznych, czym kontynuuje styl poprzedniej sztuki Kane, zatytułowanej "Łaknąć". W "Psychozie 4.48" może występować różna liczba aktorów. Ich ilość waha się od jednej aktorki, do kilku aktorów. W oryginalnej produkcji zagrali trzej aktorzy. Według przyjaciela Sary Kane, Davida Griega, tytuł sztuki wywodzi się od godziny 4:48 rano, kiedy pisarka często budziła się w stanie depresji. Dramat zaliczany jest do współtworzonego przez Kane nurtu nowego brutalizmu.

## Opis fabuły
Sztuka jest grana przez osobę cierpiącą na depresję. Powstała ona na podstawie osobistych przeżyć Sary Kane. Popełniła ona samobójstwo po jej napisaniu. Dramat napisany jest strumieniem świadomości. Tekst jest napisany w chaotyczny sposób i stanowi subiektywną prezentację choroby psychicznej. Monologi przeplatają się z dialogami, między innymi protagonistki z psychiatrami. Główna bohaterka próbuje znaleźć ratunek ze swojej sytuacji. Zastanawia się nad samobójstwem, które pod koniec popełnia. Kane wykorzystała w tekście fragmenty Ksiąg Izajasza, oraz Ozeasza. Powtarzanym motywem jest test o nazwie seria siódemek (ang. "Serial Sevens"), polegający na liczeniu od stu w dół poprzez odejmowanie cyfry siedem (np: 100, 93, 86, 79, itd.). W psychiatrii test ten jest stosowany w przypadku zaburzeń koncentracji, lub pamięci. "Psychoza 4.48" składa się z 24 części, które nie mają określonego ustawienia. Słowa są pisane w różnych konfiguracjach i ustawieniu. Tekst momentami posiada charakter poetycki.

## Inscenizacje
Przedstawienie było prezentowane w wielu teatrach świata. Między innymi w Theatre Les Bouffes Du Nord w Paryżu w 2005, w Old Red Lion Theatre w 2006, w Barbican Centre w 2010, oraz w The Questors Theatre w 2015. Trzy ostatnie teatry mieszczą się w Londynie. W 2008 na Międzynarodowym Festiwalu w Edynburgu "Psychozę 4.48" wystawiono po polsku z angielskimi napisami. W przedstawieniu zagrali aktorzy Teatru Rozmaitości. W rolę pacjentki-protagonistki wcieliła się Magdalena Cielecka. Było to odtworzenie wcześniejszych przedstawień, jakie zostały wystawione w Warszawie.

## Odniesienia w kulturze
- Brytyjski zespół Tindersticks nagrał piosenkę o nazwie "4.48 Psychosis" wydaną w 2003.
- Szwedzki zespół metalowy Aktiv Dödshjälp nagrał album zatytułowany "4.48 Psychosis", który jest oparty na sztuce.